# Ipomoea recta
Ipomoea recta är en vindeväxtart som beskrevs av Wildem. Ipomoea recta ingår i släktet praktvindor, och familjen vindeväxter. Inga underarter finns listade i Catalogue of Life.